# 拉佩德雷拉 (亞馬遜省)

拉佩德雷拉（西班牙語：La Pedrera），是哥倫比亞的城鎮，位於該國南部亞馬遜省，南面是塔拉帕拉，西面是米里蒂-帕拉納和阿里卡港，海拔高度100米，始建於1935年，2005年人口1,187。